# Gut Hasselburg

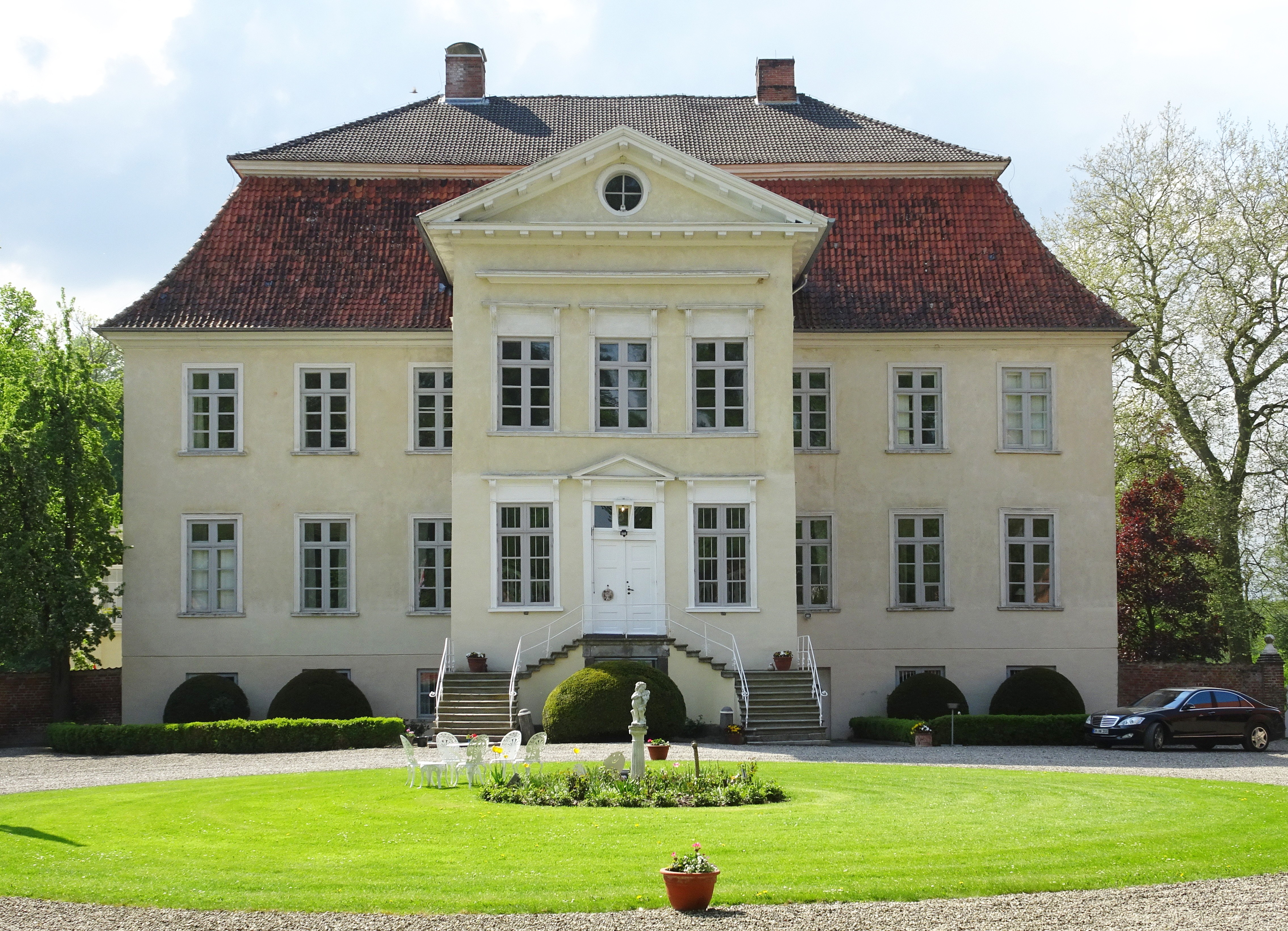
Gut Hasselburg, Hauptgebäude

Das Gut Hasselburg, derzeit vermarktet als Kultur Gut Hasselburg, liegt in der Gemeinde Altenkrempe bei Neustadt in Holstein in der Neustädter Bucht. Die Gutshofanlage gilt als beispielhaft für einen vollständigen Gutshof aus dem 18. Jahrhundert. Hier steht Deutschlands größte erhaltene Reetscheune. Gut Hasselburg befindet sich seit 2010 im Besitz der Stahlberg Stiftung.

## Das Gut Hasselburg

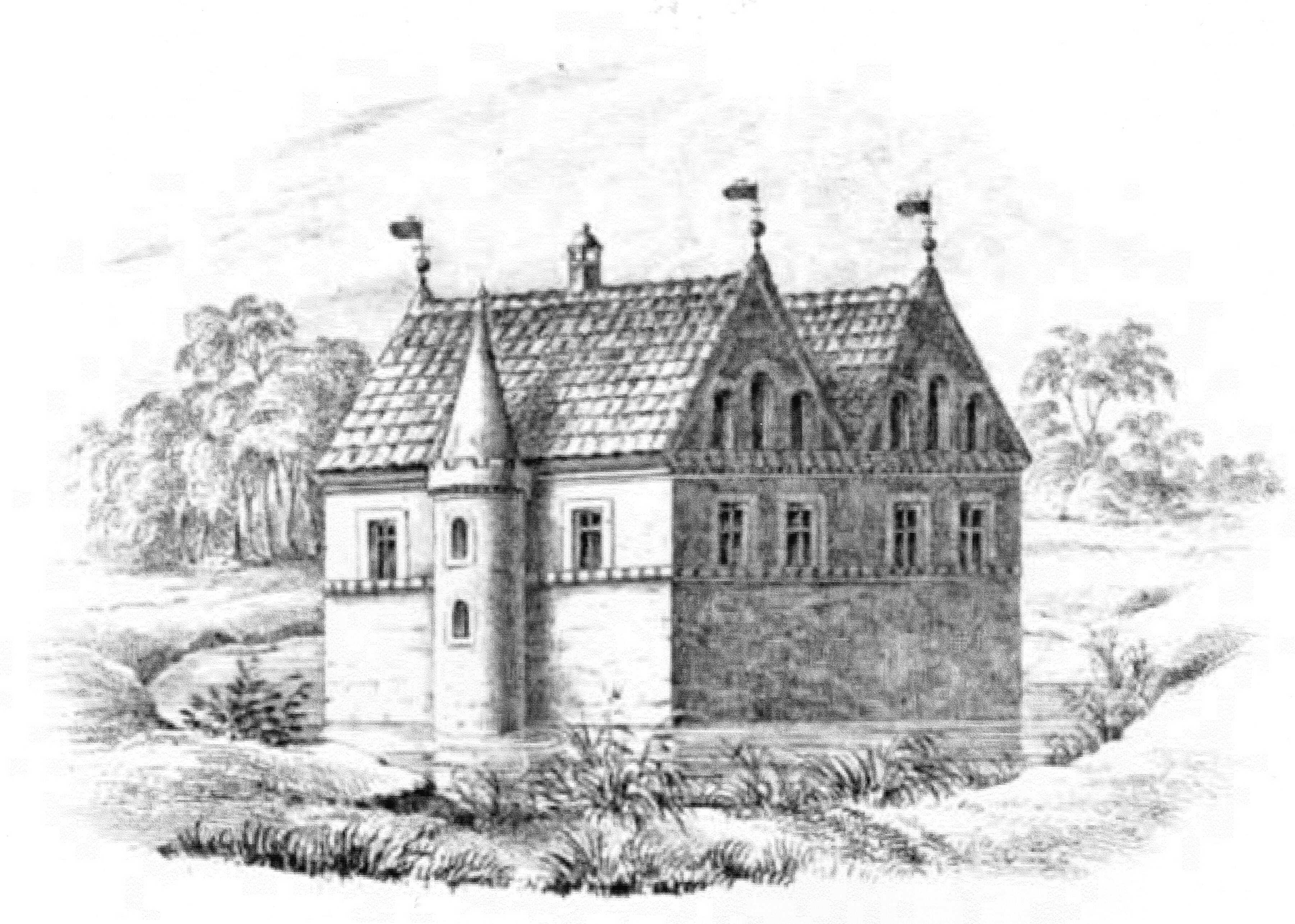
Das spätmittelalterliche Doppelhaus

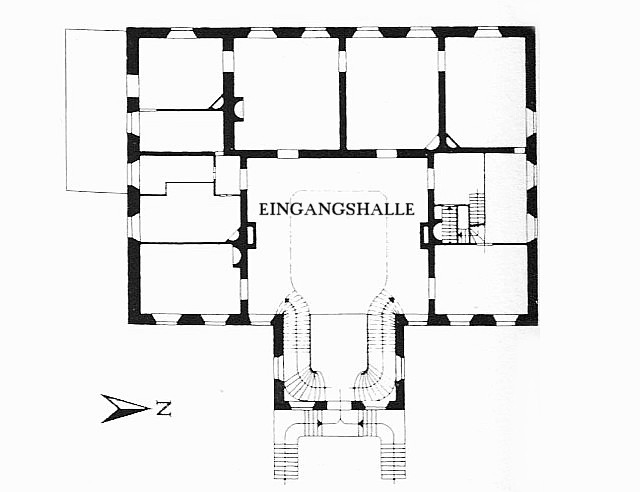
Grundriss des Herrenhauses

Das Gut gründet auf einem befestigten Herrensitz des späten Mittelalters. Es war vor der Übernahme durch die Stahlberg Stiftung 2010 in der Hand bekannter Holsteiner Familien wie Buchwaldt, Dernath, Brockdorff, Thienen und Plessen.
Das Herrenhaus war ursprünglich ein für Holstein typisches, von Wassergräben umgebenes Doppelhaus, das im 18. Jahrhundert weitgehend durch einen barocken Um- und Neubau ersetzt wurde. Das Herrenhaus ist ein zweistöckiger und neunachsiger Bau mit einem Walmdach und einem übergiebelten Mittelrisalit. Mit seiner großen, zweigeschossigen Eingangshalle und illusionistischen Deckenmalereien gilt es als bedeutendes Zeugnis der spätbarocken Raumkunst in Schleswig-Holstein. Die Gestaltung der Treppenhalle wird dem Architekten Georg Greggenhofer zugeschrieben. 1992 und 1993 unterstützte die Deutsche Stiftung Denkmalschutz die Restaurierung des Herrenhauses mit rund 120.000 Euro. Auch der Kreis Ostholstein, das Land Schleswig-Holstein und der Bund ergänzten die Eigenmittel, um die Fassaden, Fenster und Türen zu sanieren.
Dem Herrenhaus zur Seite gestellt sind zwei frühere Kavaliershäuser, die gemeinsam mit dem Hauptbau einen nahezu schlossartigen Ehrenhof bilden. Dem Ensemble aus Herrenhaus und Nebengebäuden steht ein großer Wirtschaftshof gegenüber. Die ehemalige Scheune begrenzt den Hof nach Norden hin. Sie ist mit den Grundmaßen von 72 × 24 Metern eine der größten reetgedeckten Scheunen ihrer Art in Deutschland. Das Bauwerk wurde 1761 nach Entwürfen des Architekten Georg Greggenhofer errichtet und 1980 bis 1983 durchgreifend saniert. Sie dient heute der Kultur, vor allem großen Konzerten als Veranstaltungsort. Zu nennen ist hierbei das Schleswig-Holstein Musik Festival, das jährlich auch auf dem Gut Hasselburg ausgetragen wird.
Das große Torhaus von 1763 wurde ebenfalls nach Entwürfen Georg Greggenhofers errichtet. Es ist eines der größten Torhäuser in Schleswig-Holstein und diente als Vorbild für das Torhaus auf dem Gut Testorf. Der Wirtschaftshof wird nach Süden hin von einer weiteren Scheune eingerahmt. Erbaut wurde sie 1826 und nach einem Brand 1924 erneuert. Zurzeit (2017–2018) wird der Bau saniert.
Bis zur Übernahme durch Preußen 1867 war das Gut auch Patrimonialgericht.
Das Gut ist seit 2010 Eigentum der Stahlberg Stiftung.

## Historische Bilder

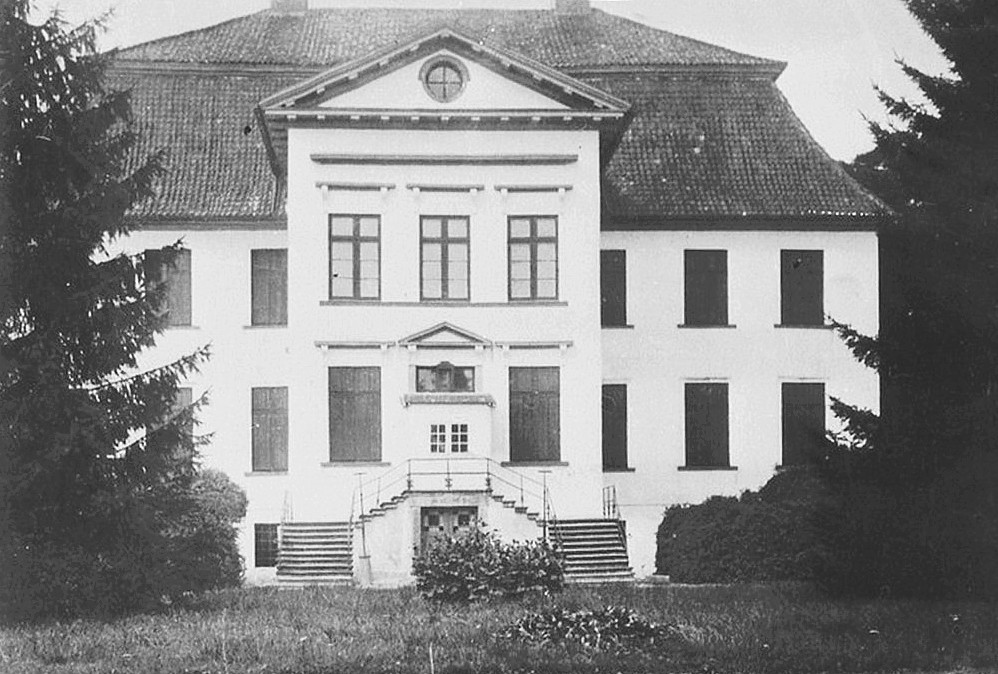
Das Hauptgebäude (um 1900)
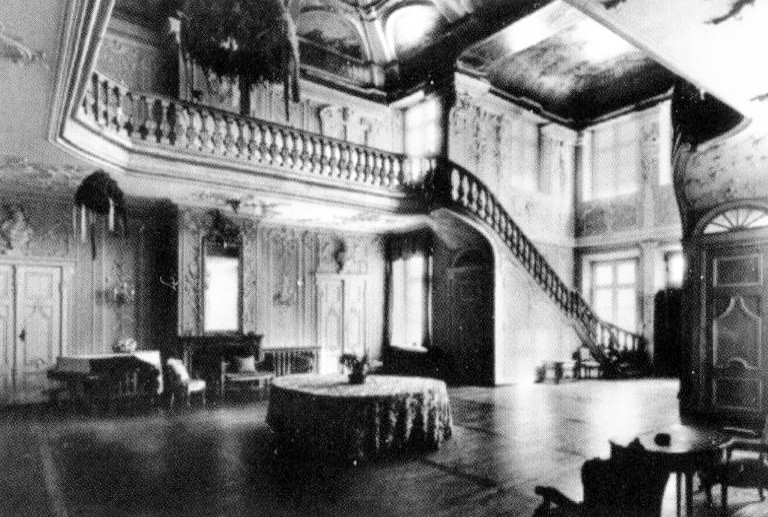
Die Eingangshalle (um 1900)
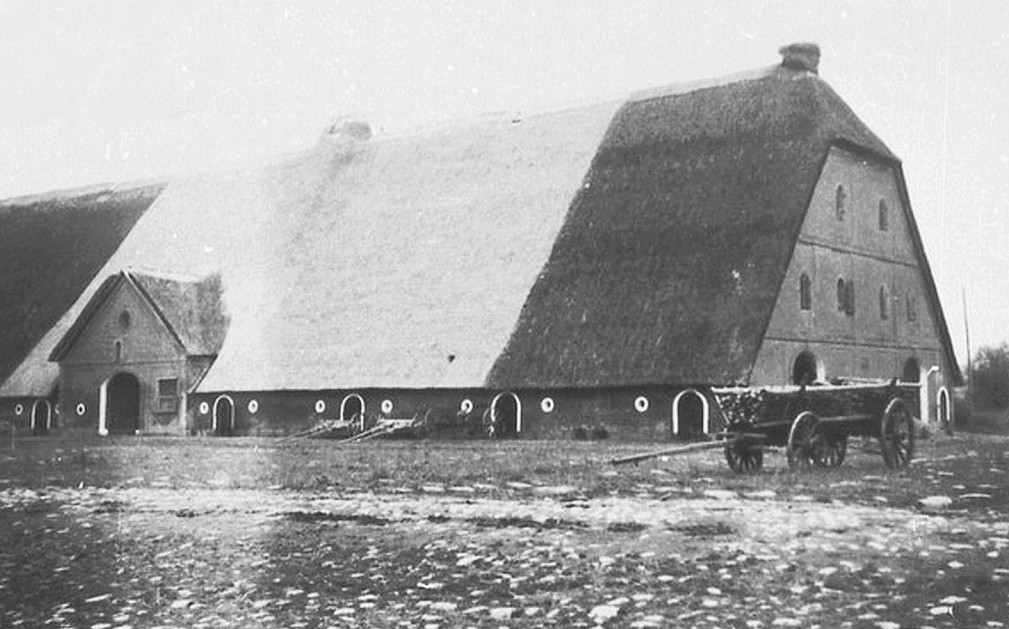
Die Reetscheune (um 1870)
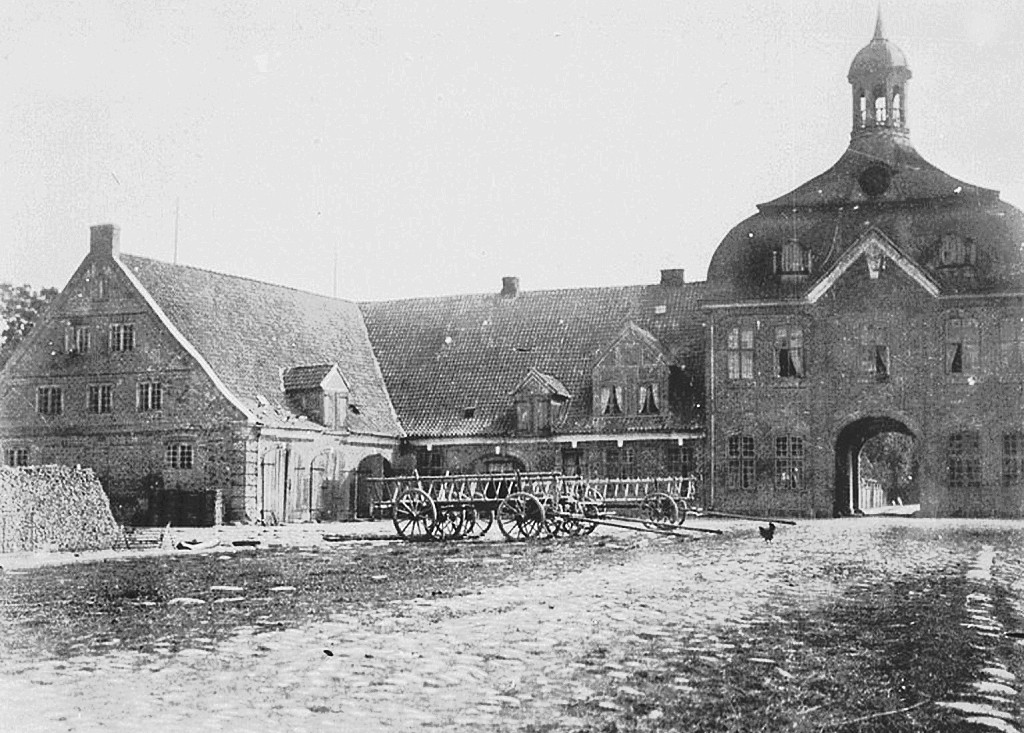
Das Torhaus (um 1900)

## Geschichte und Besitzer
- ca. 1200, Turmhügelbau aus Holz (sog. Motte) umgeben von einem Wassergraben.
- 1454, die Wasserburg Haselborghia wird schriftlich erwähnt, Besitzer ist Detlev von Bockwald.
- 1500–1666, wechselnde Besitzer: von Pogwisch, von Ahlefeld, von Ritserow, von Buchwald und Rantzau.
- 1666–1816,  die Grafen von Dernath in vier Generationen. Unter Gerhard von Dernath entstehen das jetzige Herrenhaus, Torhaus und die Nebengebäude.
- 1860–1928, die Barone von Seydlitz-Kurzbach in vier Generationen.
- 1928, Louise Gräfin von Scheel-Plessen (1919–2007)
- 1949–2006, Elisabeth Gräfin zu Stolberg, geb. von Plessen.
- 2006–2010, die Tochter Huberta zu Stolberg.
- 2010, die Stahlberg Stiftung erwirbt das Gut Hasselburg.

## Bilder

Hauptgebäude und Kavaliersflügel
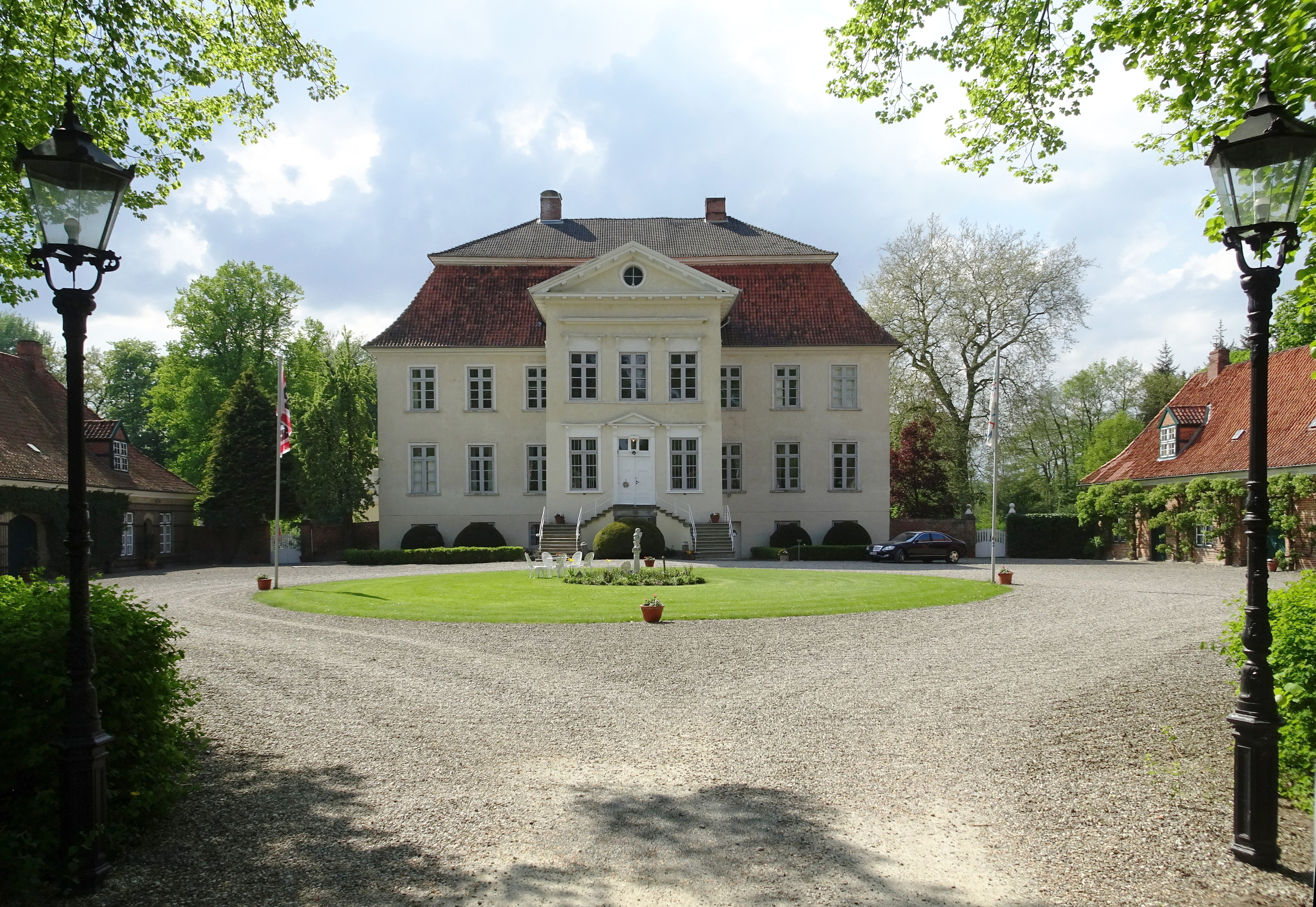
Das Hauptgebäude
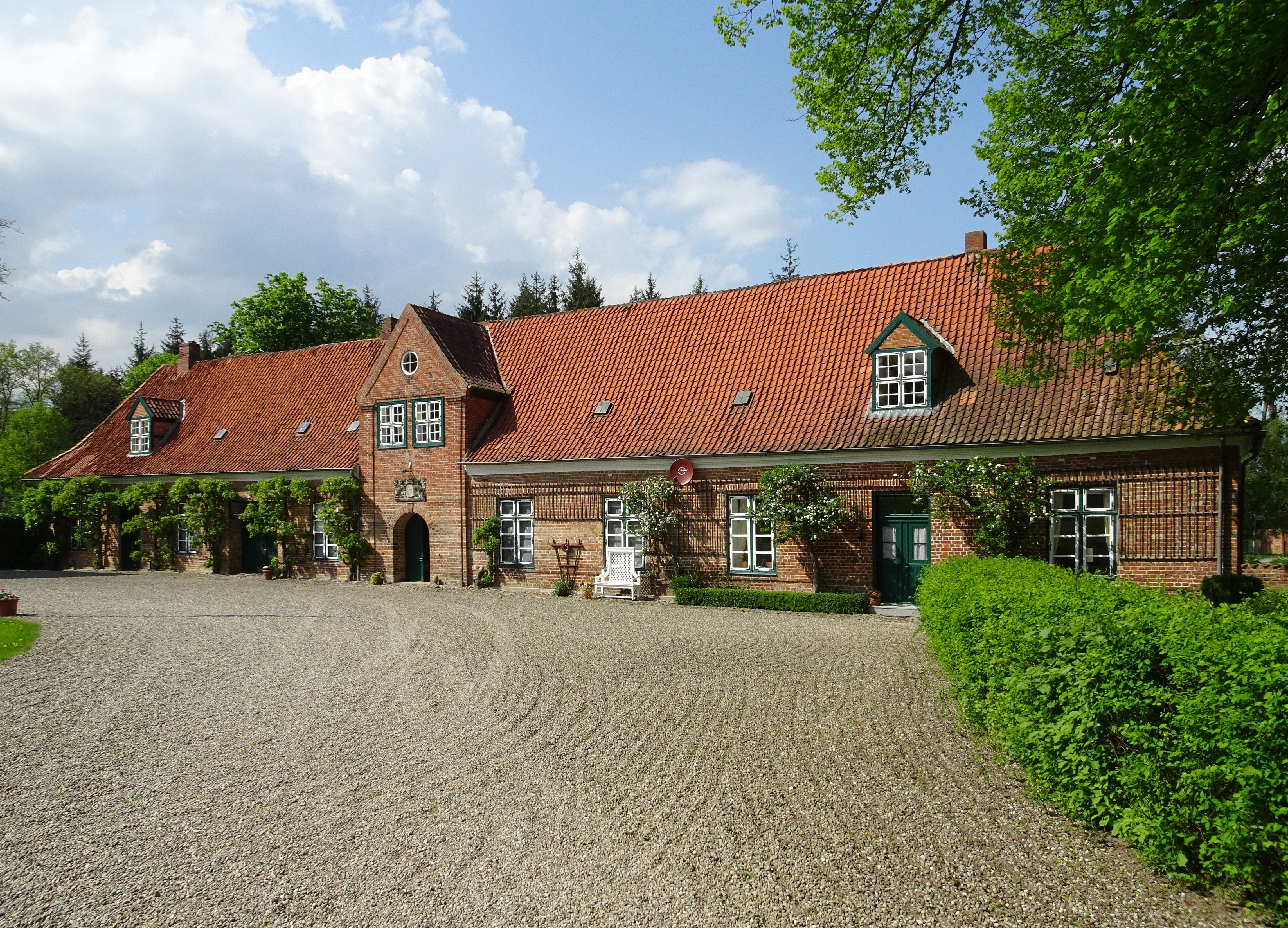
Nördlicher Kavaliersflügel
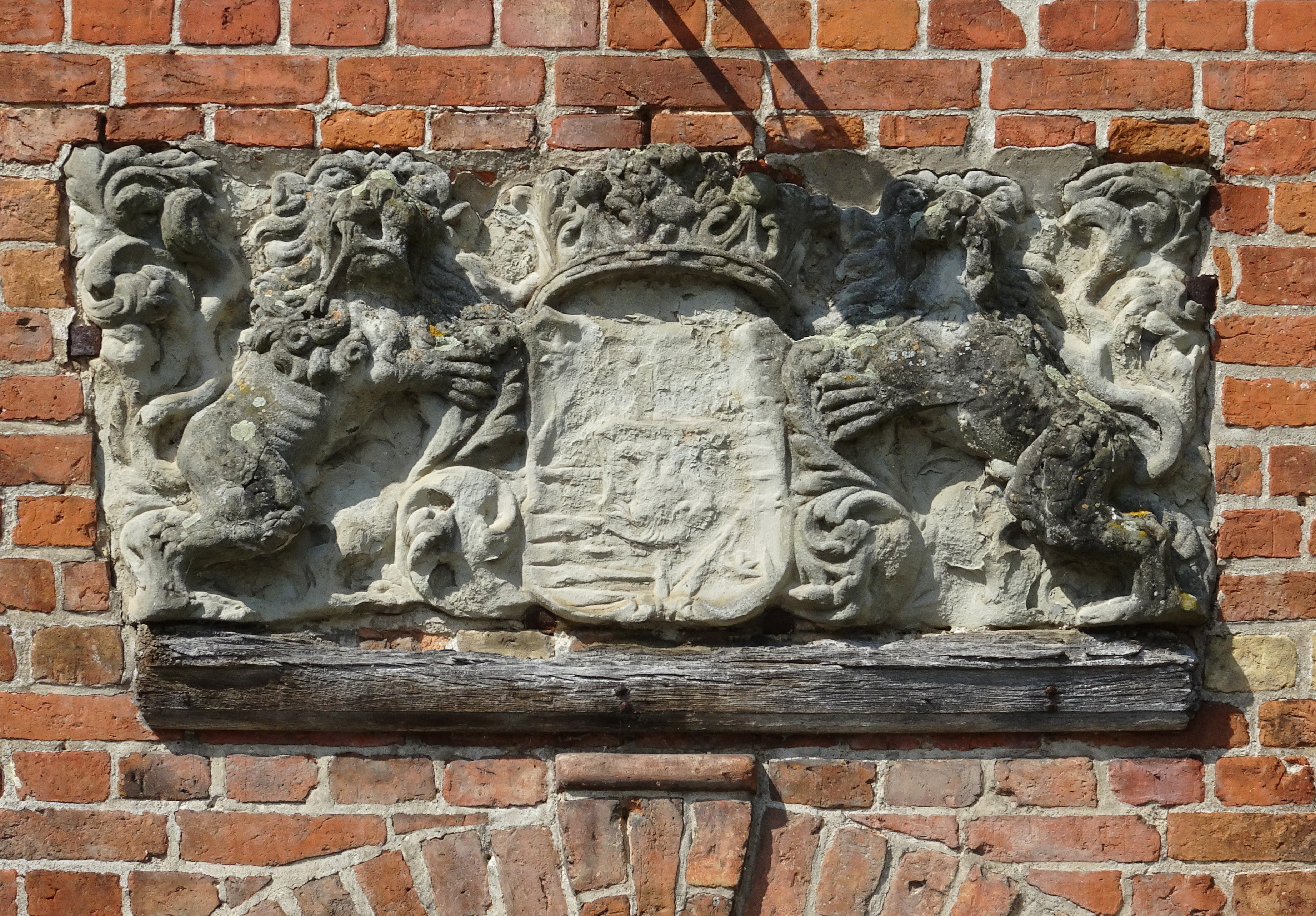
Wappen am nördlichen Flügel
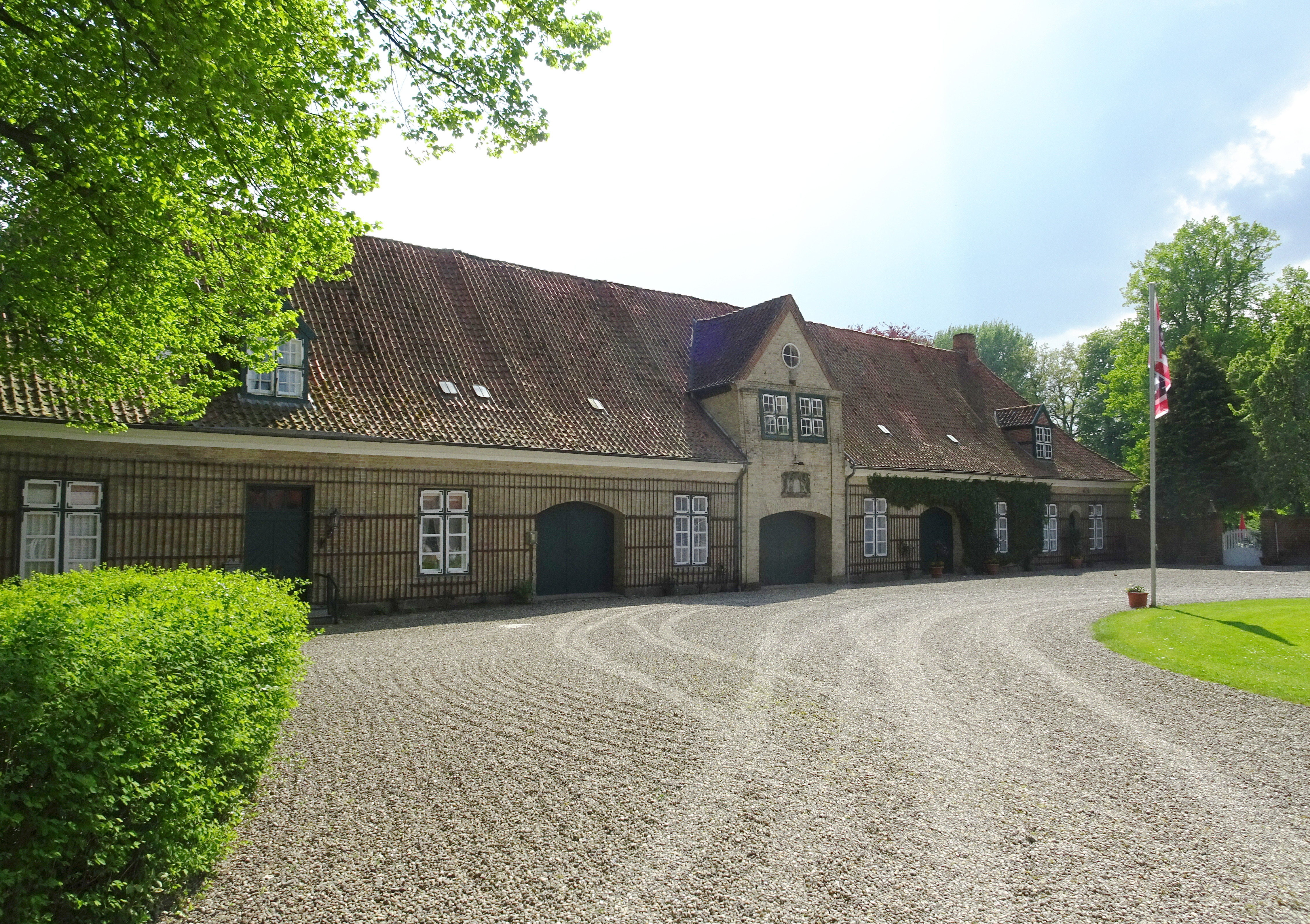
Südlicher Kavaliersflügel

Nebengebäude
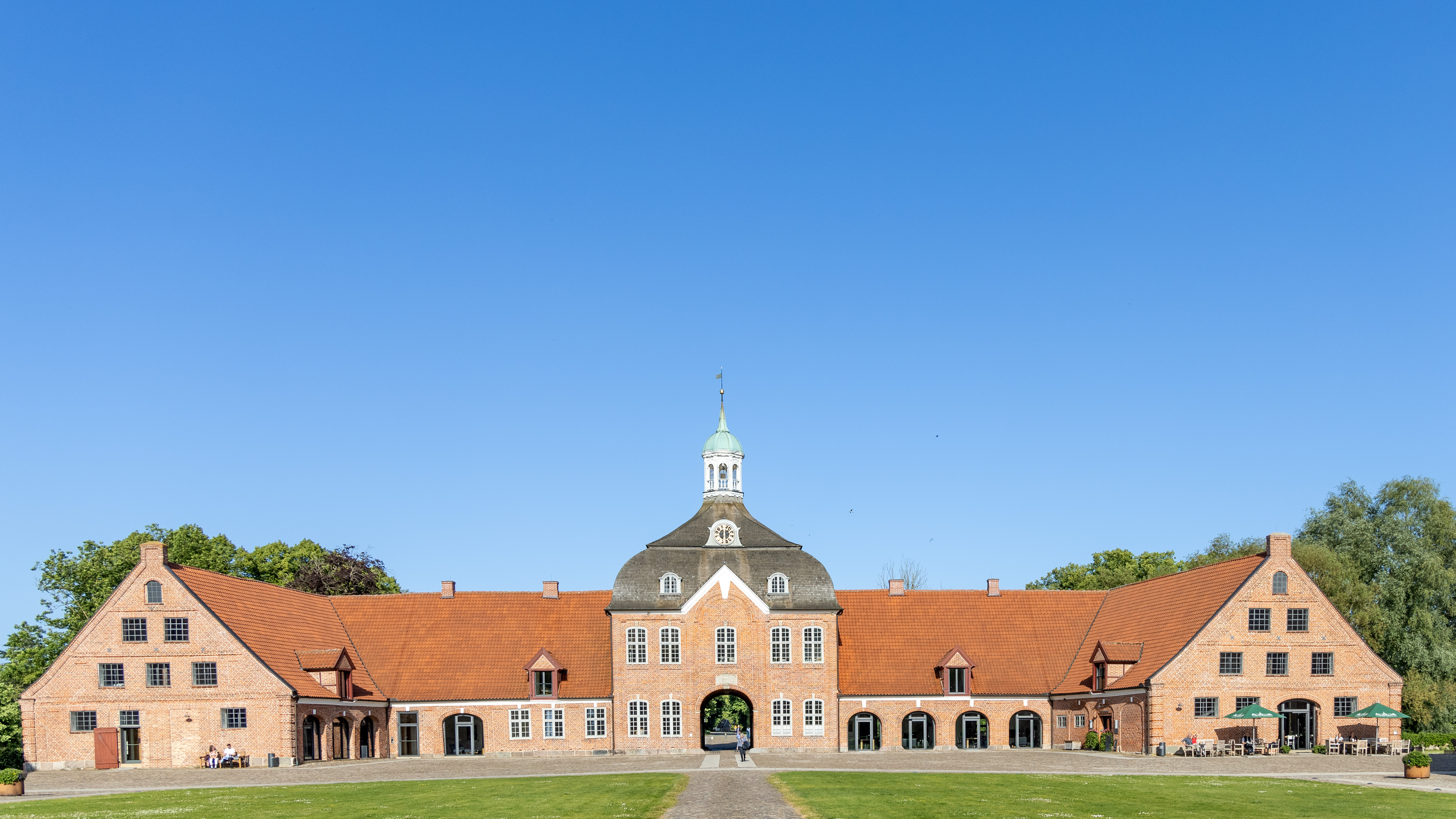
Das Torhaus, Westfassade
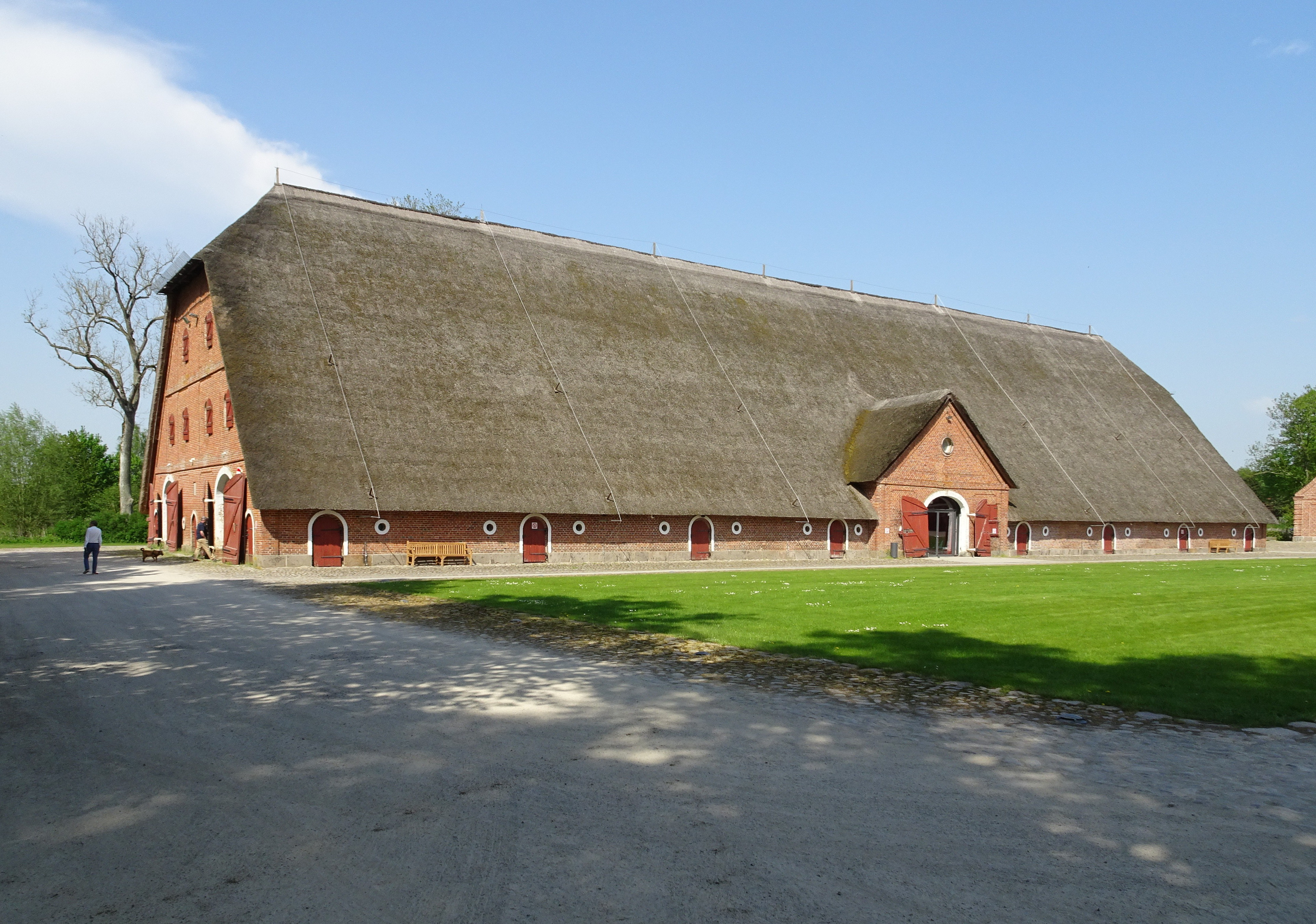
Reetscheune, Südfassade
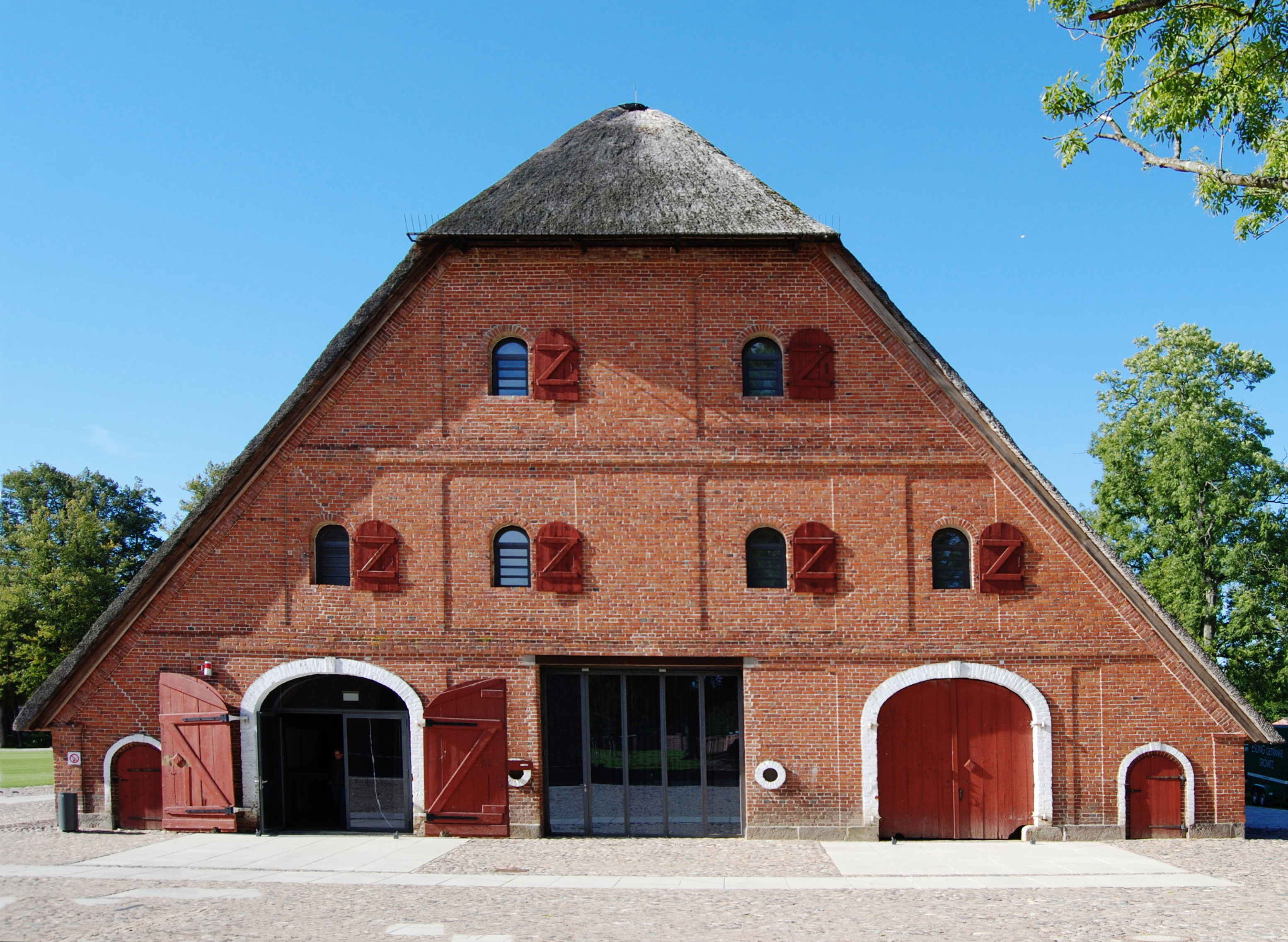
Reetscheune, Haupteingang
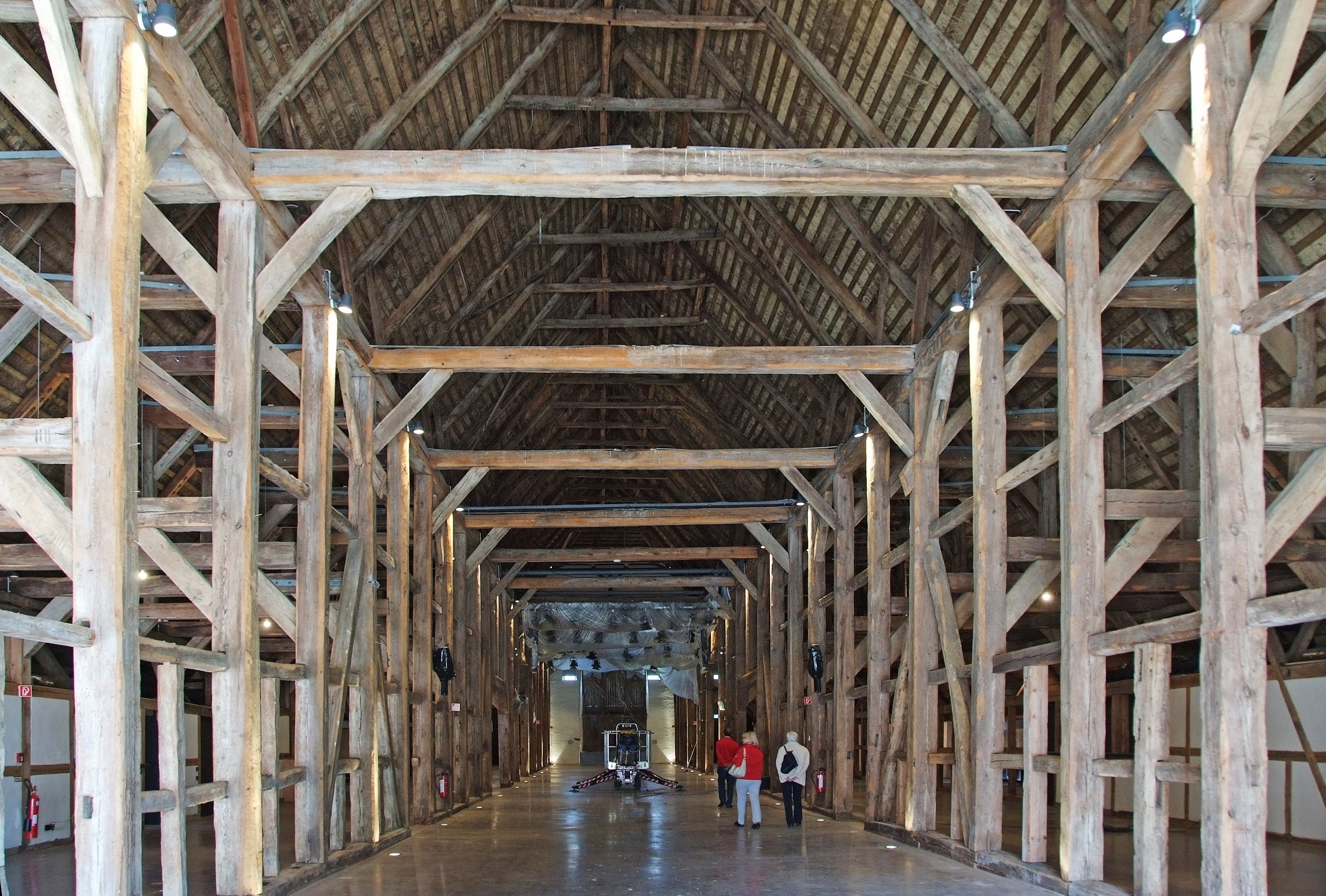
Holzkonstruktion der Reetscheune

## Sonstiges
- Die Räumlichkeiten des Herrenhauses wurden einem breiten Publikum durch die Fernsehserie Das Erbe der Guldenburgs bekannt.
- Eine Besichtigung des Herrenhauses ist nur in Verbindung mit einer der dort gelegentlich stattfindenden Konzertveranstaltungen möglich. Der Wirtschaftshof und die darum liegenden Gebäude sind öffentlich zugänglich.